# جان اولاکسن
جان اولاکسن (انگلیسی: Jón Þorláksson؛ ۳ مارس ۱۸۷۷ – ۲۰ مارس ۱۹۳۵) سیاست‌مدار اهل ایسلند بود. وی از ۸ ژوئیه ۱۹۲۶ تا ۲۸ اوت ۱۹۲۷ نخست‌وزیر این کشور بود.
جان اولاکسن در ۲۰ مارس ۱۹۳۵، در سن ۵۸ سالگی درگذشت.